# Pegandan
Pegandan is een bestuurslaag in het regentschap Pati van de provincie Midden-Java, Indonesië. Pegandan telt 2990 inwoners (volkstelling 2010).